# Кингсли (Мичиген)
Кингсли (енгл. Kingsley) град је у америчкој савезној држави Мичиген.

## Демографија
По попису из 2010. године број становника је 1.480, што је 11 (0,7%) становника више него 2000. године.
| Група             | 2000.         | 2010.         |
| Белци             | 1.413 (96,2%) | 1.388 (93,8%) |
| Афроамериканци    | 4 (0,3%)      | 10 (0,7%)     |
| Азијати           | 0 (0,0%)      | 1 (0,1%)      |
| Хиспаноамериканци | 26 (1,8%)     | 35 (2,4%)     |
| Укупно            | 1.469         | 1.480         |